# La Braña (Vega de Valcarce)
La Braña es una localidad perteneciente al municipio de Vega de Valcarce en la comarca leonesa del Bierzo. Se encuentra ubicada al nornoroeste de la capital municipal, a orillas del regueiro de real, a unos 920 metros de altitud. Su población, en 2013, es de veinte habitantes.

## Historia
En 1834, cuando se realizó en España la primera división del territorio nacional en partidos judiciales, La Braña quedó adscrita al partido judicial de Villafranca del Bierzo.  En 1966 se suprimió el partido judicial de Villafranca del Bierzo y pasó a estar adscrita al partido judicial de Ponferrada.
En 1858 contaba con la categoría de aldea y 127 habitantes.

## Comunicaciones
La carretera LE-4103 comunica La Braña con Ruitelán.

## Fiestas
Se celebran en honor de Nuestra Señora (15 de agosto).